# Akis bacarozzo
Akis bacarozzo es una especie de escarabajo del género Akis, familia Tenebrionidae. Fue descrita científicamente por Schrank en 1786.
Se distribuye por Francia, España e Italia. La especie se mantiene activa entre febrero y octubre.